# Dajus profundus
Dajus profundus är en kräftdjursart som beskrevs av Hansen 1916. Dajus profundus ingår i släktet Dajus och familjen Dajidae. Inga underarter finns listade i Catalogue of Life.